# Richard Bolt
Richard Henry „Dick“ Bolt (* 22. April 1911 in Peking, China; † 13. Januar 2002 in Boston, Massachusetts) war ein amerikanischer Professor für Physik am Massachusetts Institute of Technology (MIT) mit Hauptgebiet Akustik. Er war einer der Gründer des Unternehmens Bolt, Beranek and Newman (heute BBN Technologies), das das Arpanet, einen Vorläufer des Internets, aufbaute.

## Frühes Leben
Bolt wurde in Peking als Kind zweier medizinischer Missionare geboren. Seine Familie kehrte im Jahr 1916 nach Amerika zurück und ließ sich in Kalifornien nieder.
Bolt absolvierte 1928 die Berkeley High School in Kalifornien und ging danach aufs College. Danach  besuchte Bolt die Graduate School und schloss sein Studium der Architektur an der University of California, Berkeley ab. Schon während des Studiums entwickelte Bolt ein starkes Interesse an der Akustik.
Direkt nach seinem Abschluss im Jahr 1933 heiratete er Katherine Mary Smith. Das Paar unternahm eine Hochzeitsreise nach Europa. Im Zuge dieser Hochzeitsreise schloss Bolt Bekanntschaft mit einer Reihe von Wissenschaftlern und lebte für diese Zeit in Berlin. Die Flitterwochen wurden um zehn Monate verlängert, Bolt lernte Deutsch und befasste sich mit der Akustik.

## Rückkehr nach Berkeley
Im Jahr 1934 kehrte er in die Vereinigten Staaten zurück und erhielt die Zulassung an der Universität Berkeley, um seinen Master of Arts in Physik abzuschließen. 1939 promovierte er und trat in das Massachusetts Institute of Technology (MIT) ein, um seine Forschungen im Bereich Tonübertragung abzuschließen.
Er war mehrere Jahrzehnte lang als Physik-Professor am MIT tätig und leistete einen bedeutenden Beitrag für die frühen Internet-Technologien.

## MIT und BBN
1948 schloss sich Bolt mit anderen Professoren des MIT zusammen. Gemeinsam mit Leo Beranek und Robert Newman gründete er das Technologie-Beratungsunternehmen BBN Technologies, das erheblich an der Entwicklung des Arpanet beteiligt war. 1949 wurde er Fellow der American Physical Society. 1952 wurde Bolt in die American Academy of Arts and Sciences gewählt.
BBN arbeitete weiters an Projekten wie der Audio-Analyse des Attentats auf John F. Kennedy und der „18,5-Minuten-Lücke“ auf den Nixon-Bändern (Watergate-Affäre) sowie der Verbesserung der Klangqualität in Konzertsälen.
In späteren Jahren (1963) entwarf BBN das erste Modem um eine Kommunikation zwischen mehreren Computern zu ermöglichen. BBN war ebenso an der Mitentwicklung der E-Mail-Technologie beteiligt. Im Jahr 1971 wurde durch den BBN-Forscher Ray Tomlinson das „@“-Zeichen für E-Mail-Adressen eingeführt.

## Ruhestand
Richard Bolt trat 1976 in den Ruhestand.